# الگوی تاریک
الگوی تاریک «یک رابط کاربری است که به دقت طراحی شده تا کاربران را به انجام کارهایی مانند خرید بیمه گران قیمت همراه با خریدهای آن‌ها یا ثبت نام برای صورتحساب‌های مکرر، فریب دهد.» طراح تجربه کاربری، هری بریگنل در تاریخ ۲۸ ژوئیه سال ۲۰۱۰ با ثبت نام darkpatterns.org نوواژه‌ای را ابداع کرد، یک «کتابخانه الگو با هدف نامگذاری و ایجاد رابط‌های کاربری فریبنده». الگوهای تاریک به‌طور گسترده، «ارزش کاربر را به نفع ارزش سهامدار» جایگزین می‌کنند.

## الگوها

### حریم خصوصی زوکرینگ
" حریم خصوصی زوکرینگ" - که بر اساس نام بنیانگذار فیسبوک و مدیرعامل شرکت پلتفرم‌های متا، مارک زاکربرگ، نامگذاری شده است - یک شیوه است که کاربر را به اشتراک گذاشتن اطلاعات بیشتر از آنچه قصد داشتند، فریب می‌دهد. کاربران ممکن است این اطلاعات را به طور ناخودآگاه تسلیم کنند یا از طریق روش‌هایی که امکان انتخاب عدم اشتراک اطلاعات شخصی آنها را مبهم یا تاخیر می دهند، این اطلاعات را ارائه دهند.
کالیفرنیا مقرراتی را تصویب کرده است که این شیوه را توسط شرکت‌ها در قانون حفاظت از حریم خصوصی مصرف‌کننده کالیفرنیا، محدود می کند.

### طعمه و سوئیچ
الگوهای طعمه و سوئیچ، محصول یا خدماتی را که به صورت رایگان (یا با قیمت بسیار کم) تبلیغ می‌شود و کاملاً در دسترس نیست یا به تعداد کمی موجود است، معرفی می‌کنند. پس از اعلام ناموجودی محصول، صفحه‌ای محصولات مشابهی با قیمت‌های بالاتر یا کیفیت کمتر ارائه می‌دهد.

### تائید کردن
کاربران را وادار به انجام کاری و اقدام به استفاده می کند. به عنوان مثال، وقتی وبسایت‌ها گزینه‌ای برای رد کردن خبرنامه ایمیل را به گونه‌ای عبارت‌بندی می‌کنند باعث می شود بازدیدکنندگان به سمت قبول کردن آنها سوق داده شوند.

### جهت گیری اشتباه
در موارد رایج در نصب نرم‌افزار، کاربر را با یک دکمه به شکل یک دکمه ادامه‌ی معمولی مواجه می‌کند. الگوی تاریک یک دکمه برجسته با متن "من شرایط را قبول می‌کنم" ایجاد می کند و درخواست می‌کند تا کاربر شرایط یک برنامه غیرمرتبط با برنامه‌ای که قصد نصب آن را دارد را قبول کند. 
 زیرا کاربر عموماً به دلیل عادت، شرایط را قبول می‌کند، برنامه غیرمرتبط بعداً نصب می‌شود. نویسندگان نصب‌کننده این کار را انجام می‌دهند. زیرا برنامه غیرمرتبط بابت هر نصبی که تأمین می‌کنند، پرداخت می‌کنند. مسیر جایگزین در نصب‌ کننده، که به کاربر اجازه می‌دهد از نصب برنامه غیرمرتبط صرف‌ نظر کند، کمتر به طور برجسته‌ای نمایش داده می‌شود یا به نظر می‌رسد مغایر با منطق است.(مانند رد شرایط خدمات)
عبارات گیج کننده نیز ممکن است برای فریب کاربران به قبول رسمی یک گزینه استفاده شود که آنها باور دارند معانی مخالفی دارد. به عنوان مثال، یک دکمه موافقت با پردازش اطلاعات شخصی با استفاده از منفی دوتایی مانند "اطلاعات شخصی من را نفروشید" استفاده می‌کند.
این امر گزینه فشردن دکمه "بعدی" بدون وارد کردن اطلاعات را پنهان می‌کند. در برخی موارد، صفحه روشی برای رد کردن این مرحله را به عنوان یک لینک کوچک و خاکستری به جای یک دکمه نمایش می‌دهد تا به چشم کاربر نخورد. 
 نمونه‌های دیگر شامل وبسایت‌هایی است که راهی برای دعوت دوستان با وارد کردن آدرس ایمیل آنها، بارگذاری عکس پروفایل یا شناسایی علایق ارائه می‌دهند.
```
مثالهای دیگر شامل بعضی از وبسایت‌ها اطلاعاتی را درخواست می‌دهند که لزوماً نیازی به آنها نیست، همچنین از مسیر گمراه کننده استفاده می‌کنند. به عنوان مثال، شخصی در یک صفحه نام کاربری و رمز عبور را پر می‌کند و پس از کلیک بر روی دکمه "بعدی"، صفحه از کاربر خواستار آدرس ایمیل با استفاده از دکمه "بعدی" به عنوان تنها گزینه می‌شود. 
```

### متل روچ
طراحی "متل روچ" یا "شبکه ترامل" مسیری آسان و مستقیم برای ورود فراهم می‌کند، اما مسیری دشوار برای خروج فراهم می‌کند. مثال‌ها شامل کسب و کارهایی است که از مشترکان خواستار چاپ و ارسال درخواست لغو اشتراک یا لغو عضویت شان می‌شوند. مثال‌ها شامل مشاغلی هستند که مشترکان را ملزم به چاپ و ارسال درخواست انصراف یا لغو خود می‌کنند.
به عنوان مثال، در طول انتخابات ریاست جمهوری ایالات متحده سال 2020، کمپین وینرد دونالد ترامپ از الگوی تاریکی مشابهی استفاده کرد و کاربران را به تعهد به اهدای ماهانه تکراری ترغیب کرد.

در سال 2021، در ایالات متحده، کمیسیون تجارت فدرال (FTC) اعلام کرده است که قصد دارد نسبت به الگوهای تاریک مانند "موتل روج" که مصرف‌کنندگان را به عضویت در اشتراک‌ها ترغیب می‌کنند یا لغو آن را مشکل می‌سازند، اقدامات خود را تشدید کند. FTC الزامات کلیدی مربوط به شفافیت و وضوح اطلاعات، رضایت آگاهانه صریح و لغو ساده و آسان را بیان کرده است.

## پژوهش
در سال‌های ۲۰۱۶ و ۲۰۱۷، تحقیقاتی بر عملکردهای ضدحریم‌خصوصی رسانه‌های اجتماعی با استفاده از الگوهای تاریک ارائه شده است. در سال ۲۰۱۸، شورای مصرف‌کننده نروژ (Forbrukerrådet) گزارشی با عنوان "تقلب توسط طراحی" منتشر کرد که در آن به طرح‌های رابط کاربری فریبنده فیسبوک، گوگل و مایکروسافت پرداخته شد. یک مطالعه در سال ۲۰۱۹ به بررسی روش‌های عملیاتی در ۱۱۰۰۰ وب‌سایت خرید پرداخت. این مطالعه ۱۸۱۸ الگوی تاریک را شناسایی کرد و آن‌ها را در ۱۵ دسته‌بندی گروه‌بندی کرد. روند لغو عضویت آمازون پرایم نیز از الگوهای تاریک استفاده می‌کند.

## قانونی بودن و اخلاق
طعمه و سوئیچ نوعی تقلب است که قوانین ایالات متحده را نقض می‌کند. در تاریخ ۹ آوریل ۲۰۱۹، سناتورهای آمریکایی دب فیشر و مارک وارنر قانون "کاهش تجربیات گمراه‌کننده برای کاربران آنلاین" (DETOUR) را معرفی کردند. این قانون قرار است استفاده از الگوهای تاریک برای به دست آوردن موافقت و پذیرش بدون آگاهی در استفاده از اطلاعات شخصی توسط شرکت‌هایی با بیش از ۱۰۰ میلیون کاربر فعال ماهانه غیرقانونی قرار گیرد.
در مارس ۲۰۲۱، کالیفرنیا کمیسیون تجارت فدرال اصلاحاتی را به قانون حفاظت از حریم خصوصی مصرف‌کننده کالیفرنیا (California Consumer Privacy Act) اعمال کرد. این اصلاحات ممنوعیت استفاده از رابط‌های کاربری فریبنده را که "اثر قابل توجهی بر سلیقه یا امکان انتخاب کاربر برای خروج از سامانه داشته باشد"، تحت پوشش قرار می‌دهد.
در سال ۲۰۲۲، دادستان عمومی نیویورک به نام لتیشیا جیمز، به شرکت فرپورتال جریمه ۲.۶ میلیون دلار اعمال کرد به خاطر استفاده از تاکتیک‌های بازاریابی فریبنده برای فروش بلیط‌های هواپیما و اتاق‌های هتل و دادگاه فدرال استرالیا به شرکت تریواگو عضو گروه اکسپدیا جریمه ۴۴.۷ میلیون دلار استرالیا برای فریب مشتریان و تحتانی کردن آن‌ها به پرداخت قیمت‌های بالاتر برای رزرو اتاق‌های هتل اعمال کرد.
در مارس ۲۰۲۳، کمیسیون تجارت فدرال ایالات متحده، به شرکت توسعه دهنده بازی فورتنایت، یعنی اپیک گیمز، جریمه ۲۴۵ میلیون دلار اعمال کرد به خاطر استفاده از "الگوهای تاریک برای فریب کاربران به انجام خریدها". مبلغ ۲۴۵ میلیون دلار برای بازپرداخت به مشتریان تحت تأثیر استفاده خواهد شد و این بیشترین مبلغ بازپرداختی است که تا به حال توسط کمیسیون تجارت فدرال در یک پرونده بازی صادر شده است.
 با این حال، یک مطالعه در سال ۲۰۲۰ نشان می هد که فناوری بزرگی مانند گوگل، آمازون، فیس بوک، اپل و مایکروسافت (GAFAM) از الگوهای تاریک به منظور جلب رضایت استفاده می‌کنند، که در مورد قانونی بودن رضایت کسب شده تردید ایجاد می‌کند.

## اتحادیه اروپا
در اتحادیه اروپا، مقررات کلی حفظ حریم خصوصی عمومی (GDPR) نیازمندی می‌کند که موافقت کاربر با پردازش اطلاعات شخصی‌اش به صورت روشن، به طور آزادانه و برای هر استفاده از اطلاعات شخصی به طور خاص صورت گیرد. این اقدام به منظور جلوگیری از تلاش‌هایی است که در آن کاربران بدان واگذاری همه پردازش اطلاعات را به صورت پیش‌فرض پذیرفته و به طور ناخواسته اقدام به آن کنند (که با قوانین مقررات تضاد دارد).
به گفته هیئت حفاظت داده‌های اروپا، "اصل پردازش عادلانه که در ماده 5 (1) (a) GDPR تعریف شده است، به عنوان نقطه شروع برای ارزیابی اینکه آیا یک الگوی طراحی واقعاً شامل یک 'الگوی تاریک' است یا خیر، استفاده می‌شود.
در پایان سال 2023، نسخه نهایی قانون داده‌ها تصویب شد. این یکی از سه قانون اتحادیه اروپا است که به طور صریح با الگوهای تاریک مورد بررسی قرار می‌گیرد. قانون دیگر قانون خدمات دیجیتال است. سومین قانون اتحادیه اروپا در خصوص الگوهای تاریک قانون قراردادهای خدمات مالی برقرار شده به صورت دورافتاده است.

## انگلستان
در آوریل 2019، دفتر کمیسیونر اطلاعات بریتانیا (ICO) یک "کد طراحی مناسب برای سن" پیشنهادی برای عملکرد خدمات شبکه‌های اجتماعی در حال استفاده توسط کودکان و نوجوانان منتشر کرد، که استفاده از "سوژه‌ها" را برای جذب کاربران به گزینه‌هایی که تنظیمات حفظ حریم خصوصی پایینی دارند، ممنوع می‌کند. این کد طراحی قابل اجرا زیر قانون حفاظت از داده‌ها 2018 است. این کد در تاریخ 2 سپتامبر 2020 به اجرا درآمد.